# Lijst van beelden in Schijndel
Dit is een (onvolledige) chronologische lijst van beelden in Schijndel. Onder een beeld wordt hier verstaan elk driedimensionaal kunstwerk in de openbare ruimte van de Nederlandse gemeente Schijndel, waarbij beeld wordt gebruikt als verzamelbegrip voor sculpturen, standbeelden, installaties, gedenktekens en overige beeldhouwwerken.
Voor een volledig overzicht van de beschikbare afbeeldingen zie de categorie Beelden in Schijndel op Wikimedia Commons.
| Geplaatst | Omschrijving                   | Kunstenaar                                | Straat                                                  | Plaats    | Materiaal                      | Afbeelding  |
| --------- | ------------------------------ | ----------------------------------------- | ------------------------------------------------------- | --------- | ------------------------------ | ----------- |
| 1863      | H. Elisabeth van Hongarije     |                                           | Kloosterstraat                                          | Schijndel |                                |             |
| 1883      | St.Jozef                       | Herman Waldstra                           | Pastoor van Erpstraat                                   | Schijndel | kalksteen                      |             |
| 1888      | Sint Servatius                 |                                           | Markt - Sint-Servatiuskerk                              | Schijndel | kalksteen                      |             |
| 1922      | Heilig Hartbeeld               | Jan Custers                               | Markt - Sint-Servatiuskerk                              | Schijndel | kalksteen, graniet en brons    |             |
| 1955/2006 | Beer                           | Frans Peeters                             | Steeg (bij het Cultureel Centrum 't Spectrum)           | Schijndel | beton en lood                  |             |
| 1958      | Hermes                         | Frans Verhaak                             | Markt 6                                                 | Schijndel |                                |             |
| 1960      | Windvaan (schip Jan van Arkel) | J.C. van Buijtenen siersmid Kloosterman   | Markt (gemeentehuis)                                    | Schijndel | brons                          |             |
| 1967      | Gods scheppende hand (mozaïek) | Gé Verhulst                               | Steeg/Neerlandstraat                                    | Schijndel | steen, beton, glas en keramiek |             |
| 1960/1984 | Het gesprek                    | Pieter d'Hont                             | Markt                                                   | Schijndel | brons                          |             |
| 1977/1982 | Europa                         | Fons Bemelmans                            | Markt/Vicaris van Alphenstraat                          | Schijndel | brons                          |             |
| 1978      | Pinguïn                        | Jean Baptiste de Winter                   | Mgr. Bekkersstraat                                      | Schijndel |                                |             |
| 1980      | Kaarsenmaker                   | Niek van Leest                            | Deken Baekerstraat                                      | Schijndel | brons                          |             |
| 1981      | Fluitspelende centaur          | Fons Bemelmans                            | Kluisstraat/Vicaris van Alphenstraat                    | Schijndel | brons                          |             |
| 1981      | Vier Heemskinderen             | Tom Waakop Reijers                        | Wijboscheweg / Eerdsebaan                               | Wijbosch  |                                |             |
| 1981      | Mallejan                       | Frank Letterie                            | Deken Baekersstraat / Mgr. Bekkerstraat                 | Schijndel | brons                          |             |
| 1982      | De Reepmaker                   | Mieke Coppens-Frehe                       | Van Tuijllaan                                           | Schijndel |                                | Reepmaker   |
| 1982      | Schapenscheerder               | Frank Letterie                            | Mgr. Van de Venstraat / Rietstraat                      | Wijbosch  | brons                          |             |
| 1982      | Leda en de zwaan               | Jos Oehlen                                | Kerkendijk, plantsoen                                   | Schijndel |                                |             |
| 1984      | De kloek                       | Dolf Wong Lun Hing                        | Lidwinahof                                              | Schijndel |                                | De kloek    |
| 1985      | De gehelmden                   | Wim Klabbers                              | Steeg/Kerkendijk                                        | Schijndel | plaatstaal                     |             |
| 1985      | Fietsstart                     | Jits Bakker                               | Boschweg / Schutsboom                                   | Schijndel |                                | Fietsstart  |
| 1986      | Nieuw leven                    | Ru van Rossem                             | Pastoor van Erpstraat                                   | Schijndel |                                | Nieuw leven |
| 1987      | Balans                         | Frank Rosen                               | Boschweg/Floralaan                                      | Schijndel | brons                          |             |
| 1990      | Hardware software              | Pépé Grégoire                             | Boschweg                                                | Schijndel |                                |             |
| 1990      | Vier schoorstenen              | Bert Poulisse                             | Kloosterstraat / Heikantstraat                          | Schijndel | baksteen                       |             |
| 1991      | Genesis (fontein)              | Charles Vergouwen                         | Markt                                                   | Schijndel | hardsteen en brons             |             |
| 1993      | Door golven gedragen           | Pierre Lumey                              | Boschweg                                                | Schijndel | metaal                         |             |
| 1994      | Highland Division memorial     | Alan Heriot                               | Rooiseweg /Structuurweg                                 | Schijndel |                                |             |
| 1995      | Beeld van een gedachte         | Adriaan Seelen                            | Steeg                                                   | Schijndel |                                |             |
| 1997      | Theodorus van Oorschot         | Toon Grassens                             | Schootsestraat / Venushoek                              | Schijndel |                                |             |
| 1997      | Levensgroei                    | Piet Slegers                              | Planetenlaan/Duinweg                                    | Schijndel | metaal                         |             |
| 1999      | Snijbloem                      | Jan de Baat                               | Steeg/Structuurweg                                      | Schijndel | roestvast staal                |             |
| 2000      | Dans                           | Marja van Riel                            | Rooiseheide, Bij de ingang van Sportpark Zuideinderpark | Schijndel | brons, hardsteen               |             |
| 2001      | Communicatie                   | Ad Kooijmans                              | Steeg, Brinvest                                         | Schijndel |                                |             |
| 2013      | Lochtenburg 1832-2013          | Bernedine van der Aa-Koenders en Paul Vos | Mieke de Brefstraat                                     | Schijndel | cortenstaal en glas            |             |
| 2013      | Rondje Schijndel               | Hester Oerlemans                          | Rotonde Eerdse Baan                                     | Schijndel | vrachtwagenband, truss, motor  |             |
| 2016      | Windvanger                     | Michiel van Overbeek                      | Boogschutter / Europalaan                               | Schijndel | cortenstaal                    | Windvanger  |